# Deggendorf
Deggendorf er en by i den tyske delstat Bayern, i det sydlige Tyskland. Byen har et areal på 77,21 km², og har 31.421 indbyggere (2006).